# ネビン・アシュリー
ネビン・ロバート・アシュリー（Nevin Robert Ashley, 1984年8月14日 - ）は、アメリカ合衆国インディアナ州ノックス郡ビンセンズ出身のプロ野球選手（捕手）。右投右打。MLBのトロント・ブルージェイズでブルペン捕手を務める。

## 経歴

### プロ入りとマイナー時代
2006年のMLBドラフト6巡目（全体169位）でタンパベイ・デビルレイズから指名され契約。
2010年は初めてAAA級ダーラム・ブルズに昇格。オフの11月19日にレイズとメジャー契約を結び、40人枠入りした。
2012年1月13日にDFAとなり、17日にマイナー契約でAAA級ダーラムへ降格した。この年はAAA級ダーラムでプレーし、35試合に出場して打率.245、5本塁打、13打点、1盗塁を記録した。オフの11月3日にFAとなり、11月22日にシンシナティ・レッズとマイナー契約を結んだ。
2013年は傘下のAAA級ルイビル・バッツでプレーし、80試合に出場して打率.328、6本塁打、28打点、4盗塁を記録した。オフの11月5日にFAとなり、26日にピッツバーグ・パイレーツとマイナー契約を結んだ。
2014年は傘下のAAA級インディアナポリス・インディアンスでプレーし、70試合に出場して打率.246、1本塁打、24打点を記録した。オフの11月4日にFAとなった。

### ブルワーズ時代
2015年1月5日にミルウォーキー・ブルワーズとマイナー契約を結んだ。9月8日に40人枠入りした。9月9日のマイアミ・マーリンズ戦で正捕手のジョナサン・ルクロイが脳震盪で欠場したため「8番・捕手」で先発出場し、キャリア10年目にしてメジャー初出場、1回二死で迎えた初打席でトム・コーラーから二塁打を打ち、初安打・初打点を挙げた。この年メジャーでは12試合に出場して打率.100、1打点を記録した。10月14日にFAとなった。

### メッツ傘下時代
2016年1月15日にニューヨーク・メッツとマイナー契約を結んだ。開幕から傘下のAAA級ラスベガス・フィフティワンズでプレーした。

### レンジャーズ傘下時代
2016年8月31日に金銭トレードで、テキサス・レンジャーズへ移籍し、傘下のAAA級ラウンドロック・エクスプレスへ配属された。オフの11月7日にFAとなった。

### マリナーズ傘下時代
2017年1月26日にシアトル・マリナーズとマイナー契約を結んだ。この年が現役最後のシーズンとなった。

### 引退後
2019年よりトロント・ブルージェイズでブルペン捕手を務める。

## プレースタイル
2009年にベースボール・アメリカ誌から「レイズ傘下で最も守備が良い捕手」に選ばれるなど、守備力に定評があった。

## 詳細情報

### 年度別打撃成績
| 年 度    | 球 団    | 試 合 | 打 席 | 打 数 | 得 点 | 安 打 | 二 塁 打 | 三 塁 打 | 本 塁 打 | 塁 打 | 打 点 | 盗 塁 | 盗 塁 死 | 犠 打 | 犠 飛 | 四 球 | 敬 遠 | 死 球 | 三 振 | 併 殺 打 | 打 率 | 出 塁 率 | 長 打 率 | O P S |
| -------- | -------- | ----- | ----- | ----- | ----- | ----- | -------- | -------- | -------- | ----- | ----- | ----- | -------- | ----- | ----- | ----- | ----- | ----- | ----- | -------- | ----- | -------- | -------- | ----- |
| 2015     | MIL      | 12    | 21    | 20    | 2     | 2     | 1        | 0        | 0        | 3     | 1     | 0     | 0        | 0     | 0     | 0     | 0     | 1     | 8     | 0        | .100  | .143     | .150     | .293  |
| MLB：1年 | MLB：1年 | 12    | 21    | 20    | 2     | 2     | 1        | 0        | 0        | 3     | 1     | 0     | 0        | 0     | 0     | 0     | 0     | 1     | 8     | 0        | .100  | .143     | .150     | .293  |

### 背番号
- 5（2015年）